# نيكوتيناميد
النيكوتيناميد أو نياسيناميد أو أميد النيكوتينيك هو أميد لفيتامين ب أو لحمض النيكوتينيك.
يعد النيكوتيناميد فيتامين أحد أفراد مجموعة فيتامينات بي وهو يذوب  في الماء  . يتحول حمض النيكوتينيك (أو النياسين) إلى نيكوتيناميد في الحيوية، لذلك فإن لهما نفس تأثير الفيتامين لكن النيكوتيناميد لا يمتلك التأثير الدوائي والسمي الذي يحدث في حالات التحول الطارئة للنياسين. لذلك لا يختزل الكوليسترول ولا يتسبب بتورد، لكن جرعة تتجاوز 3 غرامات في اليوم في البالغين تعد سامة للكبد.
يعد فرط النمو البكتيري في الأمعاء الدقيقة أحد الأسباب المعروفة لنقص النيكوتيناميد.

## الاستعمالات الطبية

### حب الشباب
وذلك بسبب مفعوله المضاد للإلتهاب، لذا قد يكون نافعا في علاج أمراض الجلد الالتهابية.

### سرطان الجلد
في المرحلة الثانية لتجربة مزدوجة التعمية منضبطة معشاة أجريت في أستراليا، وجد أن نيكوتيناميد نافع في منع التقران السعفي.

### القلق
أظهرت دراسات أن نيكوتيناميد له تأثير مضاد للقلق ويعمل بطريقة مشابهة للبنزوديازيبينات.

### الفقعان الفقاعي
هنالك دراسات تدعم استعمال النيكوتيناميد في الفقعان الفقاعي.

### السرطان
هنالك تقارير وأبحاث تدعم استعمال النيكوتيناميد في مرضى السرطان الذي يتلقون علاجا كيمياويا أو علاجا إشعاعيا.

### الاستماتة
يمكن أن يمنع النيكوتيناميد الاستماتة أو موت الخلية المبرمج.